# MICE
MICE 산업(MICE 産業, 마이스 산업)이라는 용어는 1990년대 후반 싱가포르, 홍콩, 말레이시아와 같은 동남아시아 지역의 국가가 컨벤션 사업을 계기로 경제 도약의 전기를 맞이하면서 등장했다.
MICE 산업에서 MICE는 기업회의(Meeting), 인센티브관광(Incentive tour), 국제회의(Convention), 전시(Exhibition)를 의미하는 영어 단어의 첫머리를 딴 것이다. MICE 산업은 대규모로 조직된 집단이 특정한 목적을 띠고 건설적인 방향으로 관광할 때 성립된다. MICE 산업은 그 특성상 21세기 들어 각광을 받고 있는 관광 산업 안에서 이해된다.. 산업에 대해 연구하는 학자들은 ‘이벤트 산업(Events Industry)’이 광의로서 MICE산업을 포함한다고 말한다.
MICE 산업은 다른 산업이 성장할 수 있도록 촉진제 역할을 한다. 이 때문에 MICE 기업 중 시설이나 마케팅분야는 지원기관으로 역할하기 때문에 대부분 공영기업(公營企業)의 형태를 띠고 있다. 한편, MICE 산업의 일부로 여겨지기도 하는 ‘포상 관광(Incentive Tourism)’은 일반적으로 방문객들이 특정한 목적으로 회사나 기관을 통할 때 성립한다. 포상 관광은 전문적이거나 교육적인 목적으로 이루어지는 MICE 관광과는 달리 순수하게 오락적인 목적을 갖는 경우도 있다.
MICE 관광은 보통 국제 기구나, 전문적ㆍ교육적 목적을 위해 구성된 기관에 의해 잘 조직된 일정을 중심으로 이루어진다. 이러한 관광 일정은 특정한 주제와 테마를 바탕으로 짜여진다. KINTEX, IMEX, EIBTM, GIBTM, ALBTM, CIBTM, AIME 등은 모두 특정한 목적을 겨냥해 설립된 MICE 기업체들이다. MICE 행사가 이루어지는 지역은 그 지역 자체가 컨벤션에 특화될 수 있는 지리적 조건을 갖추고 있는 경우가 많으며, 최근에는 MICE 산업을 겨냥해서 새로운 관계 시설을 조성하는 도시들도 나타나고 있다. MICE 산업의 영업과 홍보는 실제 행사가 열리기 수년전부터 시작되는 것이 일반적이다. 특히, MICE 관광 산업은 수요자의 의향을 최우선적으로 고려하여 기획되는 경향이 있다.

## 참고자료
- 대한민국의 MICE 기업

KINTEX
코엑스
BEXCO
대전컨벤션센터
서울컨벤션뷰로
서울 MICE 얼라이언스
대구 EXCO
수원컨벤션센터
- 복합리조트 산업발전위원회
- 국제협회연합
- 세계회의전문협회
- 포상 관광